# 1979
Cette page concerne l'année 1979 (MCMLXXIX en chiffres romains) du calendrier grégorien.   Pour la chanson des Smashing Pumpkins, voir 1979 (chanson).
L'année 1979 est une année commune qui commence un lundi.

## En bref
- 11 février : victoire de la Révolution iranienne.
- 17 février - 16 mars : guerre sino-vietnamienne.
- 26 mars : traité de paix israélo-égyptien.
- 26 - 27 mars : conférence de l’OPEP à Genève. Le prix du pétrole augmente de 10 %. Début du deuxième choc pétrolier[1]. Les grèves dans l’industrie iranienne du pétrole stoppent les exportations iraniennes et déclenchent une seconde vague de panique chez les pays consommateurs, qui effectuent des achats de précaution. Le cours du baril de brut triple, de 12,70 à 36 dollars entre 1979 et 1980.
- 19 juillet : triomphe de la révolution sandiniste au Nicaragua.
- 4 novembre : début de la crise des otages américains en Iran.
- 27 décembre : intervention soviétique en Afghanistan, fin de la détente. La guerre entre pro-communistes (soutenus par l’Armée Rouge) et maquisards islamistes (soutenus par les États-Unis et le Pakistan) dure dix ans et s’achève par le retrait unilatéral des soviétiques incapables de contrôler le pays.

## Relations internationales

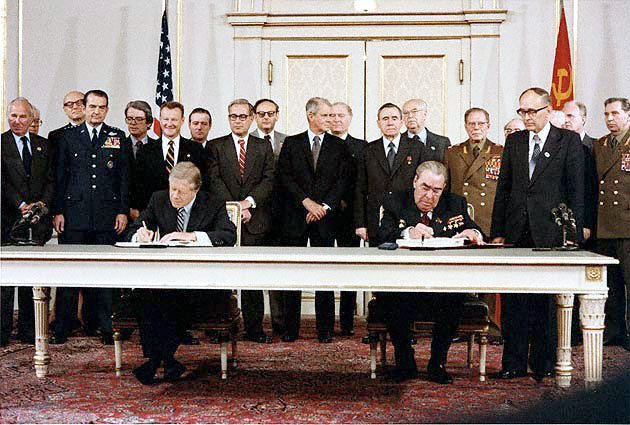
18 juin : accords SALT 2

- 15 - 18 juin : accords SALT 2 signés à Vienne par Brejnev et Carter, ils ne seront jamais ratifiés du fait de l’invasion de l’Afghanistan[2].
- 28 - 29 juin : sommet du G7 à Tokyo[3] qui refuse toute régulation à l’échelle internationale concertée face au second choc pétrolier et à l’inflation mondiale. Tokyo et Bonn rejoignent Paris pour imputer la responsabilité du second choc pétrolier au laxisme monétaire et au gaspillage énergétique des États-Unis.

- 3 - 9 septembre : sixième réunion des pays non-alignés à La Havane ; Tito conduit les modérés dans leur opposition à la position prosoviétique du dirigeant cubain Fidel Castro[4].
- 31 octobre : accords de Lomé II entre la CEE et des pays ACP[5].

## Événements

### Afrique
- 17-18 janvier, Centrafrique : manifestations d’élèves contre le port obligatoire de l’uniforme imposé par le gouvernement centrafricain. L’agitation des élèves et étudiants tourne à l’émeute les 19 et 20 janvier, à la suite de la répression brutale des forces de l’ordre[6].

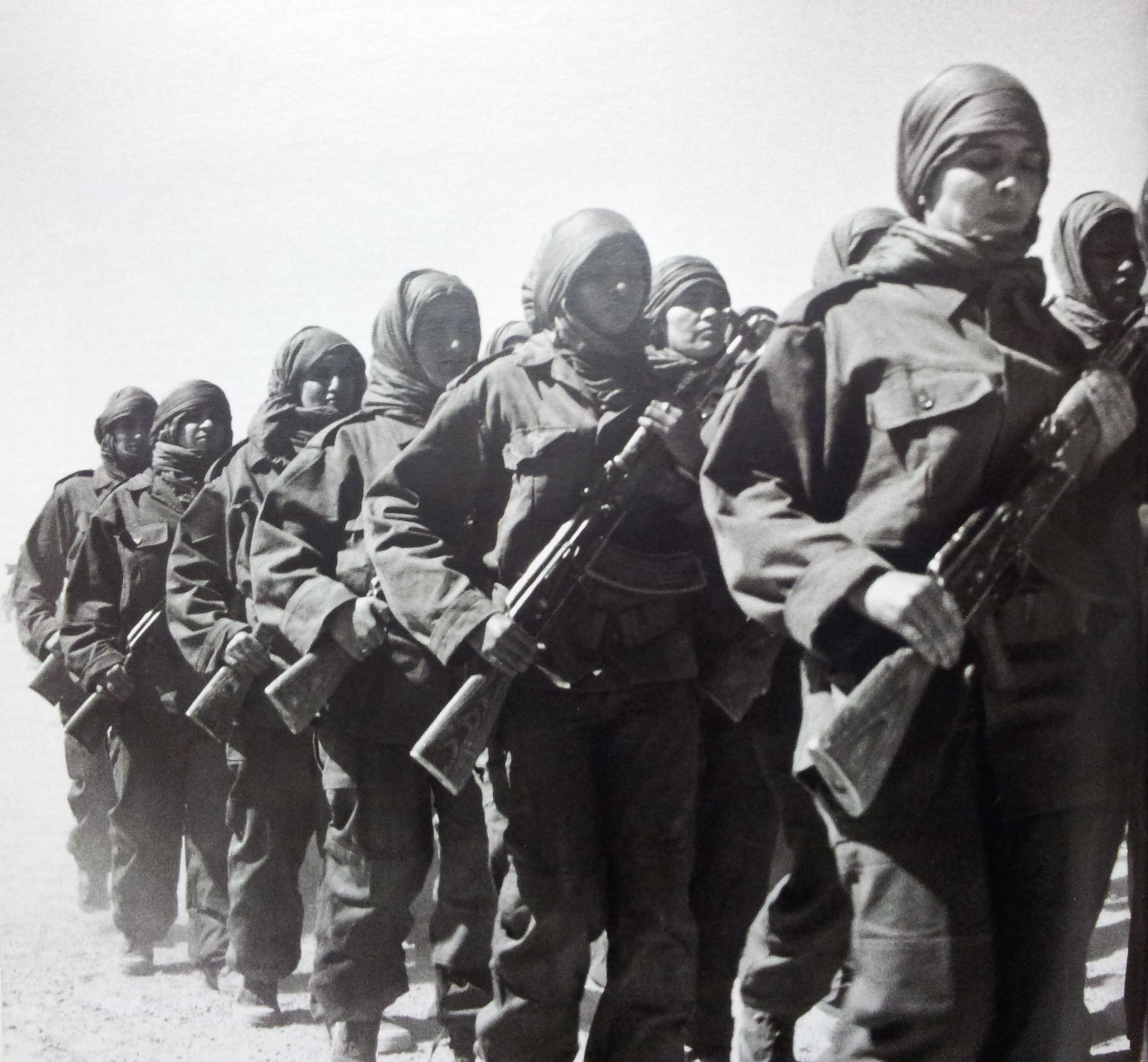
Combattantes sahraouies du Front Polisario en 1980.

- 28 janvier, guerre du Sahara occidental : prise de la ville marocaine de Tan-Tan par le Front Polisario[7].

- 5 février : coup d’État pacifique contre le Comité militaire du parti en République populaire du Congo ; Yhombi-Opango est renversé et incarcéré. Sassou-Nguesso devient président de la République[8].
- 7 février : le colonel Chadli Bendjedid est élu président de l’Algérie (fin en 1992)[9].
- 12 février : un accrochage au lycée Félix Eboué de N’Djamena entre élèves nordistes et sudistes au sujet d’une grève entraine la reprise de la guerre civile au Tchad. L’armée nationale tchadienne fidèle au président Félix Malloum affronte les Forces armées du nord (FAN) du Premier ministre Hissène Habré[10].

- 10 - 16 mars : conférence de réconciliation nationale à Kano qui met fin provisoirement à la guerre civile au Tchad et met en place un gouvernement présidé par Goukouni Oueddei, chef du Frolinat (front de libération nationale)[11] le 23 mars[12]. La guerre civile reprend.
- 25 mars, guerre ougando-tanzanienne : les forces tanzaniennes bombardent Kampala et Entebbe ; malgré l’appui de la Libye qui a envoyé des troupes le 4 mars, l’aéroport d’Entebbe est pris le 9 avril, Kampala tombe le lendemain[13].
- 28 - 31 mars : congrès constitutif de l’Union démocratique du peuple malien (UDPM) à Bamako[14].

- 30 mars : le FMI approuve une assistance financière au Sénégal [15]. En contrepartie il lui impose un Plan d’ajustement structurel (PAS), impliquant la diminution des dépenses publiques en vue de rétablir l’équilibre du budget, la liquidation des entreprises non rentables et la privatisation des firmes potentiellement ou réellement rentables, la dévaluation de la monnaie nationale, la compression des effectifs des administrations publiques et du secteur public. Le pays met en place un Programme de stabilisation économique (1979-80) et un Programme de Redressement économique et financier (PREF, 1980-1985)[16] annoncé le 19 décembre[17]. Les PAS se répandent dans tous les pays africains, provoquant des licenciements et des réductions de salaire, la hausse des prix, la réduction massive de l’offre scolaire, la détérioration des systèmes de santé et des conditions d’existence.

- 3-11 avril, Tchad : deuxième conférence de réconciliation nationale à Kano. Le 29 avril, Lol Mahamat Choua du Mouvement populaire de libération du Tchad devient président du gouvernement d’union nationale de transition (GUNT)[11].

- 9 avril, Centrafrique : les étudiants de l’Université Jean Bedel Bokassa et les écoliers de Bangui se mettent de nouveau en grève pour protester contre les arrestations d’étudiants. L’armée occupe l’Université et le gouvernement annonce qu’elle est autorisée à tirer sur les manifestants. Les meetings continuent clandestinement à Bangui (10-18 avril). Après des heurts avec la police, l’empereur ordonne l’arrestation massive des écoliers de Bangui (18-20 avril), détenus avec une extrême dureté dans la prison de Ngaragba. Ceux qui résistent sont battus et dans certains cas, tués sur place[18].
- 11 avril : le dictateur de l’Ouganda Idi Amin Dada est mis en fuite par l’armée Tanzanienne[19]. Son régime a fait depuis 1971 environ 200 000 morts dont une partie des cadres du pays.

- 1er mai : rapport de la commission de Nicholas Wiehahn sur le travail en Afrique du Sud. Autorisation des syndicats Noirs. Les syndicats multiraciaux restent interdits[20].
- 26-27 mai, Tchad : troisième conférence de réconciliation nationale à Lagos[11].

- 1er juin : Abel Muzorewa devient le premier Premier ministre noir de l’ancienne Rhodésie, rebaptisé Zimbabwe-Rhodésie[21].

- 11-12 juin : de nouveaux affrontements à N’Djamena entre le Frolinat de Goukouni Oueddei et le Mouvement populaire pour la libération du Tchad (MPLT) d’Idriss Adoun Mustapha font 200 morts[11].
- 13 juin : Marais Viljoen est élu président de la République en Afrique du Sud à la suite de la démission de John Vorster le 4 juin. Il prête serment le 19 juin[22].
- 19 juin : élections présidentielle et législatives au Mali. Moussa Traoré est réélu président de la République[14]. Le 28 juin, un gouvernement de 15 membres est constitué, qui ne compte, outre le général Moussa Traoré (ministre de la défense), que deux militaires[23].
- 26-27 juin, Tchad : la Libye tente d’envahir le Tibesti[11].

- 3-4 juillet : conférence d’Arusha[24]. Les cinq États de la ligne de front contre l’apartheid (Angola, Botswana, Mozambique, Tanzanie et Zambie) développent leur coopération pour réduire leur dépendance économique vis-à-vis de l’Afrique du Sud. Rejoint l’année suivante par le Lesotho, le Swaziland, le Malawi et le Zimbabwe, ils mettent sur pied à Lusaka une conférence pour la Coordination du Développement Sud-Africain (SADCC, 1er avril 1980), qui cherche à réorganiser le système de transport pour éviter les ports de l’apartheid, à attirer des investissements étrangers et à promouvoir le commerce interrégional.
- 17 - 20 juillet : 16e sommet de l’OUA tenue à Monrovia. Par la déclaration de Monrovia, les responsables politiques africains s’engagent à promouvoir le développement économique et social et l’intégration de leurs économies en vue d’accroître leur indépendance[25].
- 20 juillet : création de l’Agence panafricaine d’information (PANA) par les ministres de l’information de l’OUA à Addis-Abeba[19].

- 1er - 7 août : sommet du Commonwealth de Lusaka qui résout la question rhodésienne[26] avec l’organisation d’élections libres en février 1980 (accords de Lancaster House).
- 5 août : la Mauritanie se désengage du conflit contre le Front Polisario (accord de paix séparée d’Alger). Le Maroc prend possession des territoires abandonnés par la Mauritanie le 11 août et continue la guerre contre la RASD[27].
- 11 août, guerre du Sahara occidental : le Front Polisario attaque la garnison marocaine de Bir Anzarane[28].
- 14 août : les représentants des tribus d’Oued ed Dahab prêtent allégeance au roi du Maroc Hassan II à Rabat[27].
- 14-21 août : quatrième conférence de réconciliation nationale à Lagos. Les accords de Lagos sont signés par les représentants de onze factions tchadiennes et de neuf pays africains[11]. Le 22 août, Goukouni Oueddei est reconnu comme président du Tchad (fin en 1982). Wadal Abdelkader Kamougué devient vice-président. Un gouvernement d’union nationale de transition (GUNT) est formé en novembre[12].
- 24 août, guerre du Sahara occidental : prise de Lebouirate par le front Polisario[29].

- 10 septembre : mort d’Agostinho Neto, dirigeant du MPLA. José Eduardo dos Santos le remplace le 21 septembre comme président de la République populaire d’Angola[30].
- 13 septembre : indépendance du bantoustan du Venda, non reconnue par la communauté internationale[31].
- 20 - 21 septembre : destitution de l’empereur de Centrafrique Jean Bédel Bokassa, compromis dans des massacres d’enfants. L’ancien président David Dacko reprend le pouvoir en Centrafrique à la suite d’un coup d’État opéré avec l’aide de parachutistes français (fin en 1981)[32].
- 22 septembre : incident Vela. Le satellite de surveillance américain Vela 6911 détecte un double éclair lumineux dans le sud de l’océan Indien, caractéristique d’une explosion nucléaire atmosphérique, à proximité de l’archipel du Prince-Édouard[33].
- 25 septembre : promulgation de l’amendement à la loi de conciliation industrielle (Industrial Conciliation Amendment Act No 94), conformément aux recommandations de la commission Wiehahn ; le gouvernement sud-africain de Pieter Willem Botha autorise l’ensemble des travailleurs noirs à se syndiquer[34].
- 26 septembre : Bernard Christian Ayandho, nommé Premier ministre de la République centrafricaine, forme un gouvernement de salut public (fin le 30 mars 1980)[35].

- 1er octobre : Shehu Shagari instaure un régime civil au Nigeria (IIe République)[36].
- 6-7 octobre, guerre du Sahara occidental : les forces du Front Polisario attaquent Smara défendue par l’armée marocaine, sans succès[29].
- 12 octobre : un pacte de non-agression est signé entre l’Angola, la Zambie et le Zaïre[37].
- 16 novembre : début d’une grève scolaire et estudiantine au Mali qui dure jusqu’en juin 1980. L’agitation est durement réprimée par le gouvernement du 6 décembre (fermeture des classes) au 14 janvier 1980 : arrestations, tortures, incorporation forcée des élèves dans l’armée, fermeture des établissements scolaires[38].

- 21 décembre : les accords de Lancaster House signés à Londres, fixent les modalités du transfert du pouvoir à la majorité noire du Zimbabwe indépendant[39].
- 30 décembre : Omar Bongo est réélu président du Gabon[40].

### Amérique
- 25-31 janvier : le pape Jean-Paul II visite la République dominicaine et le Mexique[41].
- 27 janvier - 12 février : Troisième Conférence générale de l’épiscopat latino-américain et caribéen organisée par le Conseil épiscopal latino-américain (CELAM) à Puebla au Mexique. Les théologiens de la libération sont écartés des débats[42].

- 12 mars : Luis Herrera Campins, démocrate-chrétien au pouvoir au Venezuela[43].
- 13 mars :
  - coup d’État à la Grenade ; Maurice Bishop devient le Premier ministre du Gouvernement révolutionnaire populaire de la Grenade[44].
  - grève des ouvriers métallurgistes à São Paulo[45] (fin le 13 mai)[46].
- 15 mars : le général João Figueiredo prend officiellement ses fonctions de président du Brésil ; le pays amorce un timide retour de la dictature à la démocratie[47].
- 16 mars, Nicaragua : les trois tendances du FSLN forment une direction nationale unique[48].
- 28 mars : accident nucléaire à la centrale nucléaire de Three Mile Island aux États-Unis[49].
- 29 mars : révolution sandiniste au Nicaragua (fin en 1990). L’offensive finale est lancée. La dictature de Somoza ne peut plus compter sur aucun soutien[48].

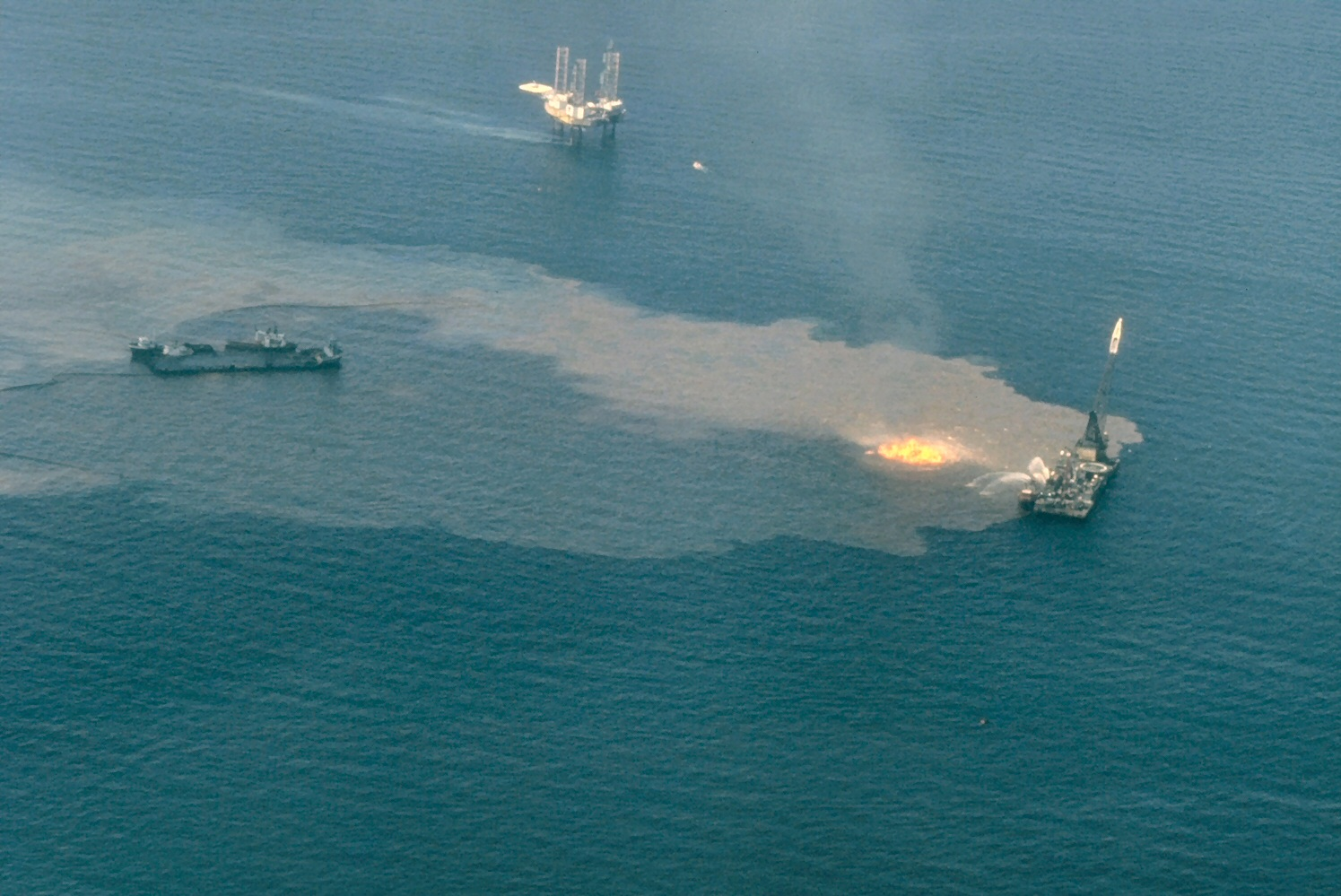
3 juin : marée noire de la plate-forme Ixtoc 1

- 3 juin : marée noire de la plate-forme Ixtoc 1 dans le Golfe du Mexique[50].
- 29 juin : en Bolivie, les élections ne dégagent pas de net vainqueur. Siles (35,9 %) arrive en tête devant Paz (35,8 %) et Banzer (14 %), mais sans disposer de majorité absolue. Le Parlement se révèle incapable de trancher entre Siles et Paz et le président du Sénat Wálter Guevara Arze assure l’intérim pour un an (8 août). Les manœuvres politiques et les complots se multiplient pour préparer l’échéance électorale suivante. À l’Assemblée, l’armée est accusée de corruption[48].

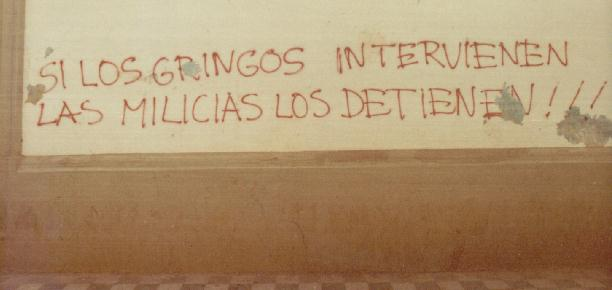
19 juillet : triomphe de la révolution sandiniste. Graffiti photographié en 1980

- 17 juillet : Somoza fuit le Nicaragua[48].
- 19 juillet : chute de la dictature de Somoza, lâchée par les États-Unis, au Nicaragua. Prise du pouvoir par les Sandinistes. Le FSLN fait une entrée triomphale dans Managua. Une junte de gouvernement de reconstruction nationale de cinq membres se met en place, comprenant les différentes tendances de l’opposition. Son programme est clairement sandiniste : confiscation des biens de la famille Somoza, suppression de la Garde nationale, nationalisation du système bancaire, et du commerce extérieur, réforme agraire. L’économie mixte doit être atteinte par la création d’un secteur nationalisé, appelé "aire de propriété du peuple" qui doit coexister avec le secteur privé et un secteur mixte. Le secteur privé conserve cependant une nette prépondérance (60 % du PNB en 1980). Des divergences apparaissent entre la bourgeoisie et les Sandinistes qui s’imposent peu à peu à l’exécutif comme au législatif tout en conservant le pluralisme politique[48].

- 10 août : le populiste Jaime Roldós Aguilera (38 ans), élu démocratiquement président de l’Équateur, entre en fonction. Il forme un gouvernement réformiste[51].
- 28 août - 7 septembre : l’ouragan David, l’un des ouragans les plus meurtriers de la seconde moitié du XXe siècle, fait plus de 2 000 victimes, principalement en République dominicaine[52].
- 31 août : les États-Unis révèlent qu’une brigade soviétique est stationnée à Cuba[53].

- 3 - 9 septembre : conférence des non-alignés à la Havane, qui marque la plus grave crise dans l'histoire de ce mouvement[4].

- 15 octobre : coup d’état réalisé par de jeunes officiers réformistes au Salvador destiné à prévenir une évolution à la nicaraguayenne[54]. Ils lancent un processus de démocratisation du pays, mais la « junte révolutionnaire de gouvernement » dirigée par le colonel Adolfo Majano-Ramos qui s’installe se trouve dans l’impossibilité d’affirmer son autorité face à l’armée qui continue à réprimer toute forme de contestation sociale au nom de la lutte contre le communisme. La réforme agraire décrétée le 5 mars 1980, tout comme la réforme du commerce extérieur et celle de la banque ne peuvent être menées à bien. Les organisations révolutionnaires refusent de soutenir ce qu’elles qualifient de coup d’État proaméricain. Leurs violences font écho à celle des escadrons de la mort[48].

- 1er novembre : en Bolivie, coup d’État du général Alberto Natusch Busch, qui prend le pouvoir, devenant le 55e président de la République. L’armée organise la dissolution de l’assemblée[55].
- 16 novembre, Bolivie : le général Alberto Natusch Busch, après 16 jours de régime militaire et 200 morts, se retire et les militaires remettent le pouvoir aux civils, la présidente de l’Assemblée, Lidia Gueiler Tejada, devenant président de la République[55].
- 24 décembre, Guyane : 1er vol de la fusée Ariane à partir de la base spatiale de Kourou.

### Asie et Pacifique
- 1er janvier : établissement de relations diplomatiques entre la Chine et les États-Unis[56]. Washington reconnaît le gouvernement de Pékin comme l’unique gouvernement légal de la Chine : il n’y a qu’une chine et Taïwan en fait partie. Le traité de sécurité mutuelle conclu avec l’île en 1954 est aboli.

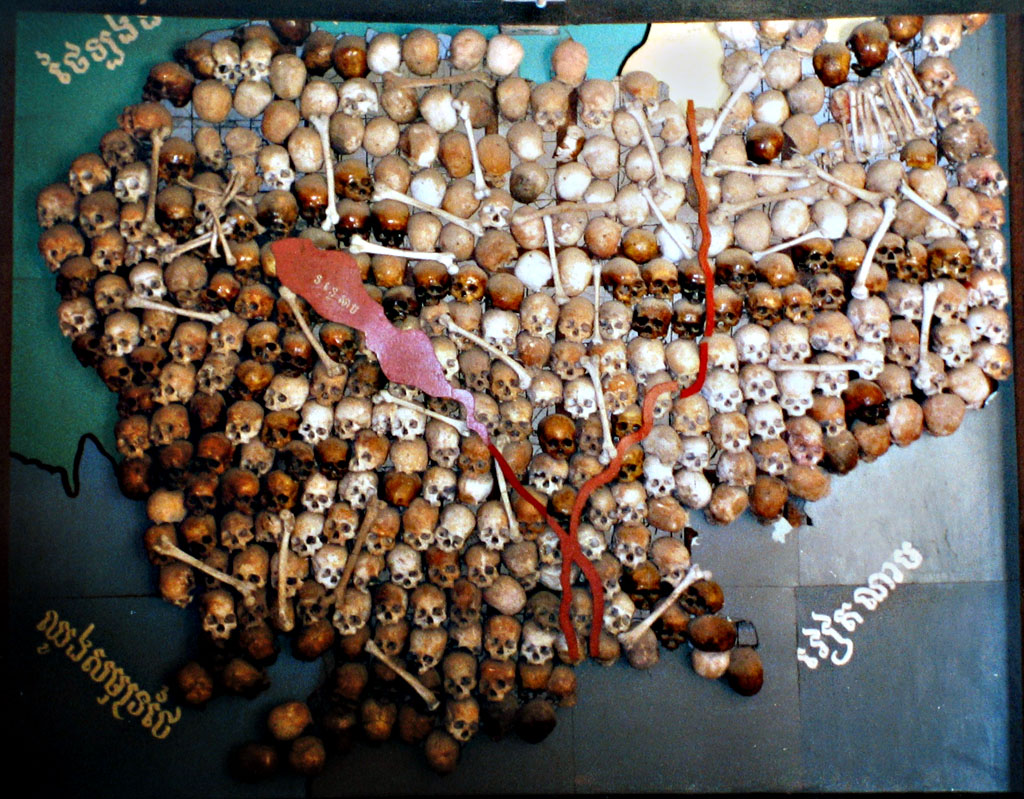
Janvier : fin du Kampuchéa démocratique, le régime des Khmers rouges au Cambodge. Entre 1975 et 1979, le régime de Pol Pot a fait périr plus d’un million de Cambodgiens sur 7 à 8 millions.

- 7 janvier : le gouvernement de Pol Pot est renversé au Cambodge par l’offensive du Viêt Nam. Le 11 janvier, Heng Samrin est nommé Premier ministre de la République populaire du Kampuchéa, nouveau nom officiel du Cambodge[57]. Les Khmers rouges ne maîtrisent que les camps de réfugiés à la frontière avec la Thaïlande. Ils doivent leur survie politique à l’aide de la Chine et des États-Unis[58]. De 1979 à 1989, les troupes d’occupation vietnamiennes tentent de vaincre les forces de la guérilla antigouvernementale au Cambodge.
- 29 janvier-2 février : voyage de Deng Xiaoping aux États-Unis[59].

- 17 février - 16 mars : conflit sino-vietnamien en réaction à l’occupation du Cambodge. 200 000 soldats chinois traversent la frontière. Le Viêt Nam résiste au prix de lourdes pertes de chaque côté, et des négociations s’ensuivent[60].

- 24 février : élections législatives samoanes. Le Premier ministre Tufuga Efi est reconduit[61].

- 27 mars : la flotte soviétique utilise l’ancienne base américaine de Cam Ranh au Viêt Nam[62].

- 3 avril :
  - pendaison d’Ali Bhutto au Pakistan[63].
  - la Chine dénonce le pacte sino-soviétique de 1950, mais propose l’ouverture de négociations sans condition[64]. Les négociations pour la reprise des relations bilatérales entre la Chine et l’Union soviétique qui débutent fin 1979 sont interrompues au début de 1980, avant de reprendre en 1982.
- 6 avril - 23 mai : violentes émeutes antimonarchistes au Népal. Le 24 mai, le roi Birendra accepte de soumettre au vote populaire une réforme politique, introduisant le suffrage universel pour l’élection des conseils locaux[65],[66].
- 10 avril : Taiwan Relations Act, loi votée par le Congrès des États-Unis qui condamne toute tentative de réunification de la Chine par la force[67].
- 22 avril : élections organisées pour nommer une nouvelle Chambre des représentants en Thaïlande. Le Parti d’action sociale remporte le plus de sièges, mais aucune majorité ne se dégage[68]. Le 11 mai, le Parlement réuni en congrès (députés élus et sénateurs, désignés par le Premier ministre) demande au général Kriangsak Chomanan de rester Premier ministre ; il forme un gouvernement le 24 mai[69].

- 7 juillet : accord commercial sino-américain ; la Chine obtient la clause de la nation la plus favorisée[70].
- 8 juillet, Chine : une loi autorise la création d’entreprises mixtes à capitaux chinois et étrangers[71].
- 12 juillet : indépendance de Kiribati vis-à-vis du Royaume-Uni. Le 20 septembre, le traité de Tarawa est signé avec les États-Unis[72].
- 15 juillet, Inde : Morarji Desai, qui a perdu sa majorité parlementaire, démissionne. Charan Singh devient Premier ministre le 28 juillet. Compte tenu du fait qu’il risque de ne pas obtenir la confiance de l’Assemblée (20 août), il est convenu qu’il règlerait les affaires courantes jusqu’aux élections de janvier 1980[73],[74].
- 20-21 juillet : conférence de Genève sur la question des réfugiés indochinois. Le Viêt Nam accepte la mise en place par le Haut Commissariat des Nations unies pour les réfugiés d’un programme de départs organisés[60].

- 2 août : une première mission d’enquête est envoyée au Tibet et en Chine par le dalaï-lama dans le cadre du dialogue sino-tibétain[75].
- 11 août : rupture du barrage Macchu-2 près de Morvi en Inde provoquant entre 2 000 et 15 000 victimes[76].

- 3 - 9 septembre : au sommet de La Havane[4], la Birmanie rompt ses liens avec le groupe des pays non-alignés pour protester contre ses inclinations pro-soviétiques ; elle y sera réadmise en septembre 1992[77].
- 14 septembre : le président de l’Afghanistan Mohammad Taraki est assassiné (sa mort de « maladie » est annoncée le 9 octobre). Hafizullah Amin lui succède le 16 septembre[78].

- 12 octobre : dans le Pacifique Nord-ouest, le typhon Tip, à son maximum, atteint la pression la plus basse jamais mesurée pour un ouragan[79].
- 14 octobre : arrivée de 1 500 tonnes d’aide humanitaire et de semences de riz dans le port de Kampong Som au Cambodge[80] ; mise en place d’un plan d’aide alimentaire d’urgence (land bridge) par les pays occidentaux (CICR et UNICEF) après que le gouvernement de la République populaire du Kampuchéa a ouvert la frontière thaïlandaise[81].
- 16 octobre, Corée du Sud : des manifestations sont organisées contre la dictature de Park Chung-hee à Pusan, puis à Masan trois jours plus tard ; la loi martiale est proclamée le 18 octobre, et le gouvernement envoie des troupes[82].
- 17 octobre : mère Teresa obtient le prix Nobel de la paix pour son aide aux déshérités de l’Inde[83].
- 26 octobre, Corée du Sud : Kim Jae-gyu, directeur du service central de renseignements, assassine Park Chung-hee[84]. le Premier ministre Choi Kyu-ha assure l’intérim.

- 19 novembre, Thaïlande : ouverture sous l’égide du Haut Commissariat des Nations unies pour les réfugiés du camp de Khao-I-Dang (province de Sa Kaeo) qui reçoit rapidement cent cinquante mille personnes[85]. Des réfugiés cambodgiens et laotiens affluent en Thaïlande, qui doit également faire face aux pressions vietnamiennes sur sa frontière.
- 28 novembre: le vol 901 Air New Zealand s'écrase sur les flancs du Mont Erebus, dans la Mer de Ross, en Antarctique, tuant les 257 passagers.

- 6 décembre :
  - le Premier ministre Choi Kyu-ha succède à Park au poste de président de Corée du Sud, mais très vite le général Chun Doo-hwan s’impose à la tête du pays (Coup d’État du 12 décembre)[84].
  - le Mur de la démocratie est déplacé hors de Pékin[86].
- 18 décembre : guerre d’Afghanistan. Début de l’intervention de l’Union soviétique en Afghanistan. Incapables de contenir la rébellion, Mohammad Taraki et Hafizullah Amin sollicitent l’aide militaire des Soviétiques. L’Armée rouge engage 55 000 soldats.

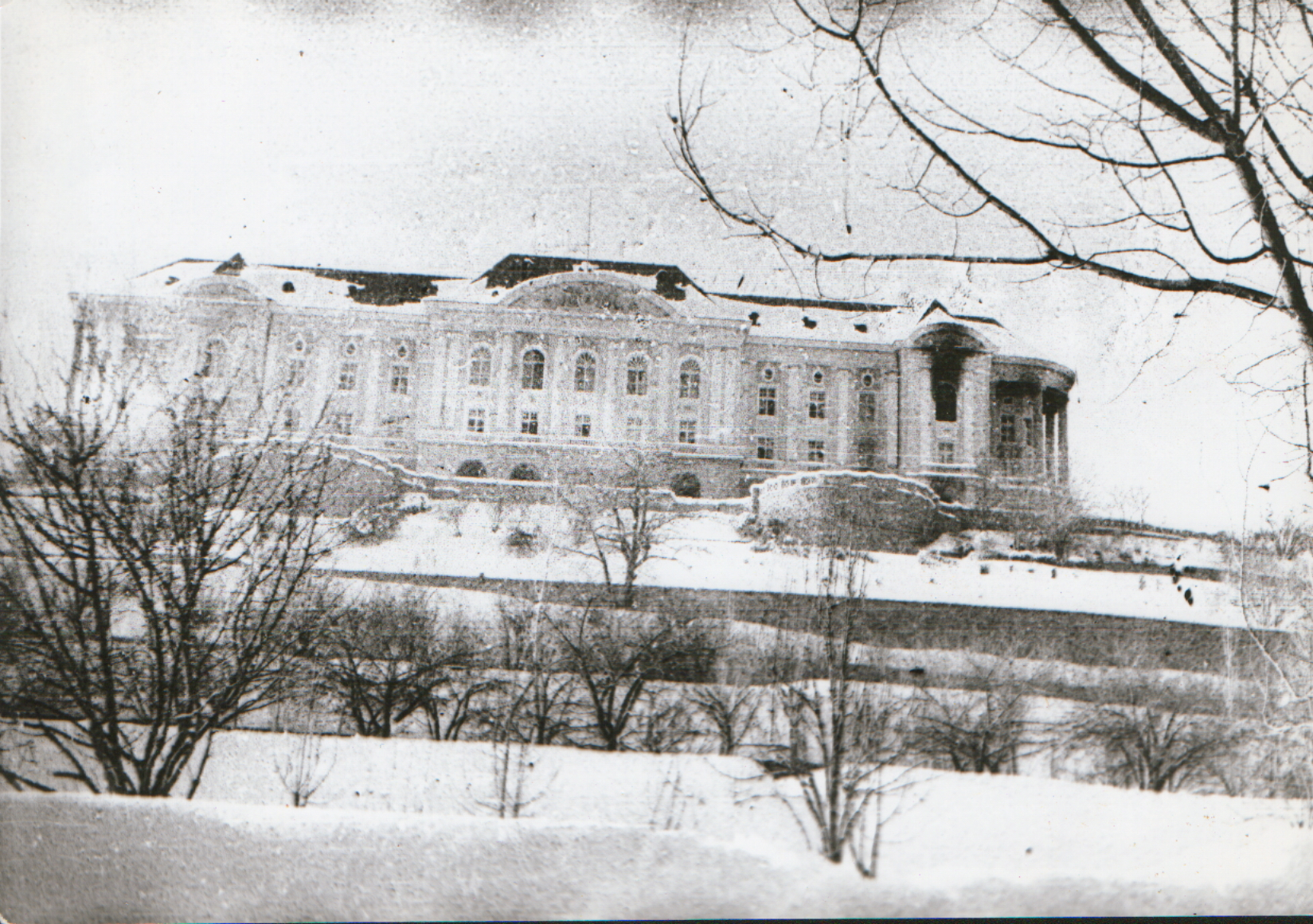
Le palais Tajbeg après l’assaut des troupes soviétiques.

- 27 décembre, Afghanistan : après trois jours d’intenses combats l’Armée rouge prend possession de Kaboul. Le Président Amin, accusé d’être à la solde des Américains, est arrêté et exécuté dans le palais Tajbeg lors du coup d’État[78]. Le lendemain, Babrak Karmal, l’ancien vice-président écarté et exilé en 1978, se proclame président de l’Afghanistan dans un discours télévisé préenregistré (fin en 1986). L’insurrection va se poursuivre, et plus de 3 millions de personnes vont passer la frontière pour se réfugier au Pakistan. Les troupes soviétiques (portées à 150 000 hommes) vont s’enliser, ne contrôlant qu’une faible partie du pays, subissent des pertes (15 000 tués) et finalement se démoralisent, puis se retirent du pays 10 ans plus tard.

### Proche-Orient
- 22 janvier : Abou Hassan, dirigeant du département des opérations spéciales de l’OLP, est tué à Beyrouth-Ouest dans l’explosion d’une voiture piégée[87].
- 23 février : violations de l’espace aérien irakien par l’Iran ; début d’une série de 57 incidents à la frontière entre l’Irak et l’Iran selon les autorités irakiennes (fin le 28 mai 1980)[88]. Face à la menace iranienne, l’Irak conclut en février avec l’Arabie saoudite un accord de sécurité par lequel l’Irak s’engage à défendre l’Arabie saoudite en cas d’agression iranienne ou de menace soviétique. En avril, Ahmad Hassan al-Bakr fait la première visite d’un chef d’État irakien en Arabie saoudite depuis des décennies[89].
- 23 février-5 mars : deuxième guerre inter-yéménite. Le 30 mars un accord signé à Koweït relance le projet de réunification[90].

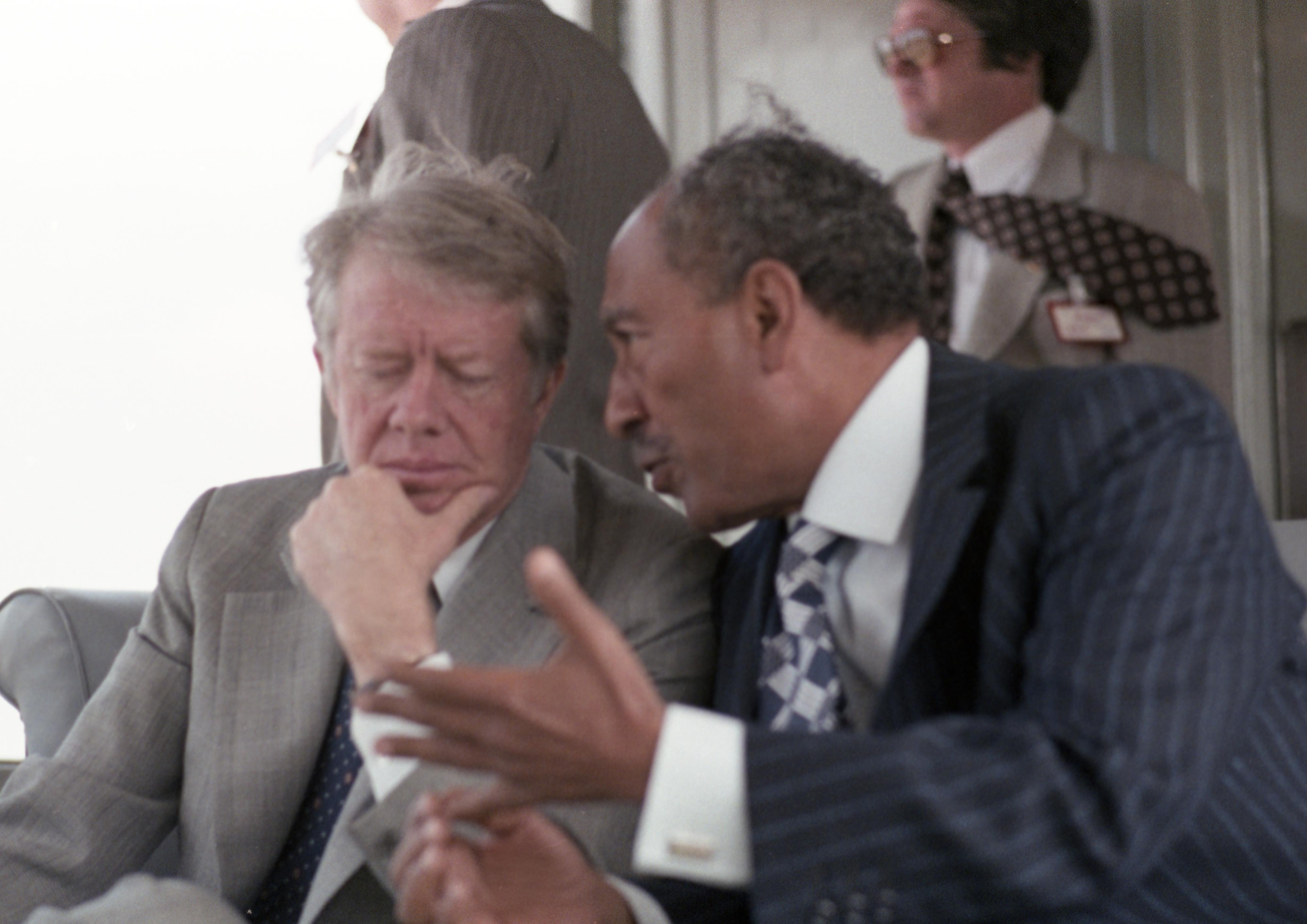
9 mars : Carter et Sadate.

- 7-13 mars : visite de Jimmy Carter en Égypte et en Israël[91]. Il ne parvient pas à modifier la nouvelle orientation de l’accord israélo-égyptien qui laisse de côté la question des territoires[92].

26 mars : traité de paix israélo-égyptien.

- 26 mars : traité de paix entre l’Égypte et Israël (Washington) mettant fin à la guerre qui durait depuis 1948[93]. L’Égypte reconnaît l’État israélien, qui évacue le Sinaï. Pour sortir de l’impasse, la question des territoires jordaniens et syriens occupés par Israël est occultée, ainsi que les problèmes des implantations de colons juifs en Cisjordanie et à Gaza, du statut ultime de Jérusalem et de l’autonomie palestinienne. La coalition arabe anti-israélienne perd sa principale force militaire.
- 18 avril : Saad Haddad proclame l’État du Liban libre dans la région qu’il contrôle (Liban du Sud)[94]. Les contingents arabes non-syriens intégrés à la Force arabe de dissuasion (FAD) se retirent du Liban avant la fin de son mandat fixé au 27 avril[87]. Seule en lice, la Syrie ne parvient pas à dominer le réduit chrétien et diminue son engagement au Liban.
- 22 avril : attaque terroriste de Nahariya en Israël dirigée par le Front de libération de la Palestine. Un policier et trois civils israéliens sont tués, dont deux fillettes de quatre et deux ans[95].

- 13-15 mai, Liban : violents combats entre milices chrétiennes pour le contrôle de Beyrouth-Est ; Bachir Gemayel y met un terme en imposant la fusion des milices par la force. Les affrontements reprennent entre le PNL et les Phalanges du 14 au 17 juin. Gemayel et Chamoun font alors appel à l’armée libanaise qui s’interpose le 18 juin[87].

- 25 mai : Israël restitue officiellement à l’Égypte la ville d’El Arich, capitale du Sinaï, en application des accords de Camp David. Le même jour, les pourparlers sur l’autonomie palestinienne reprennent à Beersheba entre l’Égypte et Israël (1979-1982). Sadate arrive à El Arich le 26 mai, où il reçoit Menahem Begin et Cyrus Vance pour finaliser l’accord sur l’ouverture des frontières entre l’Égypte et Israël[92].

- 16 juin : attentat islamiste en Syrie. Un commando attaque l’école d’artillerie d’Alep et assassine 83 cadets, tous de confession alaouite. 6 000 opposants islamistes sont arrêtés[96]. Le mouvement islamiste s’implante surtout dans les grandes villes du Nord (Alep, Hama, Homs, Lattaquié) et délaisse Damas solidement tenue par les forces armées et policières du régime.

- 16 juillet : Saddam Hussein devient Président de la République en Iraq après avoir écarté du pouvoir son oncle, le général Ahmad Hasan al-Bakr, dirigeant baasiste historique. Il cumule les fonctions de président de la République, secrétaire général du Ba’th, chef du conseil de commandement de la révolution et commandant en chef des forces armées. Dans les jours qui suivent (28 juillet), ses opposants au sein du Ba’th, en majorité chiites, sont éliminés[97].

- 25 octobre : traité de Moscou entre L’URSS et le Yémen du Sud[90]. Les tensions entre le Yémen du Sud et le Yémen du Nord, aiguisées par la découverte de gisements pétroliers sur des frontières mal définies, poussent le gouvernement du sud à s’allier avec l’Union soviétique, à laquelle il accorde des facilités navales et aériennes.

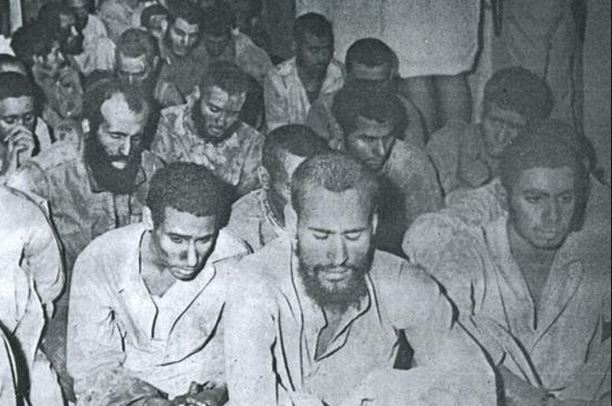
Les insurgés saoudiens qui occupaient la Grande Mosquée de La Mecque.

- 20 novembre : un groupe d’exaltés s’empare de la grande mosquée de La Mecque [non neutre]et proclame son chef le mahdi, homme guidé par Dieu. Les forces de polices saoudiennes, aidées par un contingent du GIGN français, reprennent le contrôle des lieux après quinze jours de siège. Les insurgés sont tous exécutés[98].

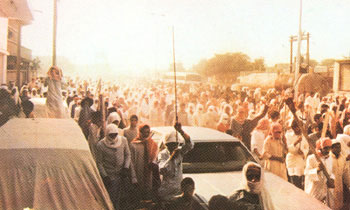
29 novembre : manifestations chiites à Safwa en Arabie saoudite.

- 25-28 novembre : les populations chiites de l’est du royaume saoudien organisent des manifestations religieuses (Achoura) immédiatement réprimées par la police[99] (19 morts).

#### Iran
- 16 janvier : départ pour l’exil du shah d’Iran Mohammad Reza Pahlavi, atteint d’un cancer. Il confie la régence à Chapour Bakhtiar[100].

: retour de l’ayatollah Khomeyni.

- 1er février : l’ayatollah Khomeyni, alors en exil en France, rentre en Iran[101].
- 5 février : Mehdi Bazargan est chargé par Khomeyni de constituer un gouvernement[100] (fin le 5 novembre).

- 10-12 février : les « Trois glorieuses » de Téhéran. Les groupes armés islamistes et marxistes prennent le contrôle de l’insurrection populaire[100]. Le 11 février, l’ayatollah Khomeyni annonce la victoire de la révolution et prend le pouvoir. Il établit une théocratie autoritaire où il s’attribue le pouvoir suprême d’arbitrage. Il fonde une république islamique basée sur le retour à la pureté religieuse et sur le rejet de l’occidentalisation. L’Iran de Khomeyni, hostile au "grand Satan" américain, déteste aussi l’Union soviétique et lui barre l’accès au golfe Persique et aux gisements pétroliers. Il suscite son inquiétude de voir s’étendre la contestation religieuse en Asie centrale soviétique, une des raisons de l’intervention en Afghanistan.
- 17 février : début des exécutions d’opposants par les commandos de Khomeyni[100].
- 19 février : fuite de l’ancien Premier ministre Shapour Bakhtiar pour Londres (24 mars[102]) puis Paris (juillet) ; Mehdi Bazargan devient Premier ministre[100].

- 8 mars : manifestation des femmes à Téhéran contre le port obligatoire du voile (tchador)[100].
- 18-22 mars : incidents entre chiites et sunnites à Sanandaj, capitale du Kurdistan, réglés par l’intervention de Mahmoud Taleghani[103].

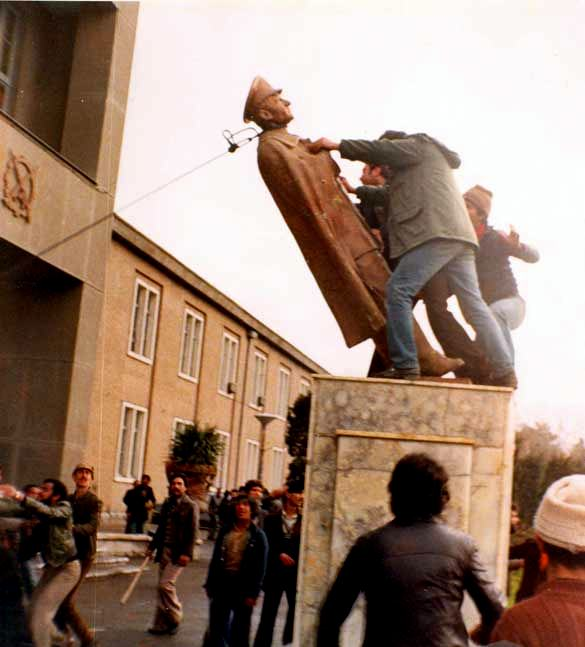
La statue du shah Mohammad Reza Pahlavi déboulonnée à l’Université de Téhéran lors de la révolution.

- 1er avril : proclamation de la république islamique approuvée par référendum les 30 et 31 mars[101].
- Avril : révolte du Khouzistan. Les Arabes du Khouzistan réclament un statut d’autonomie[102].

- 5 mai : fondation du Corps des Gardiens de la révolution islamique (CGRI)[104].
- 13 mai : condamnation à mort par contumace du shah[102].

- 16 juin : nationalisation des industries[102].
- 3 août : élection d’une assemblée des experts chargée de rédiger la Constitution[101].

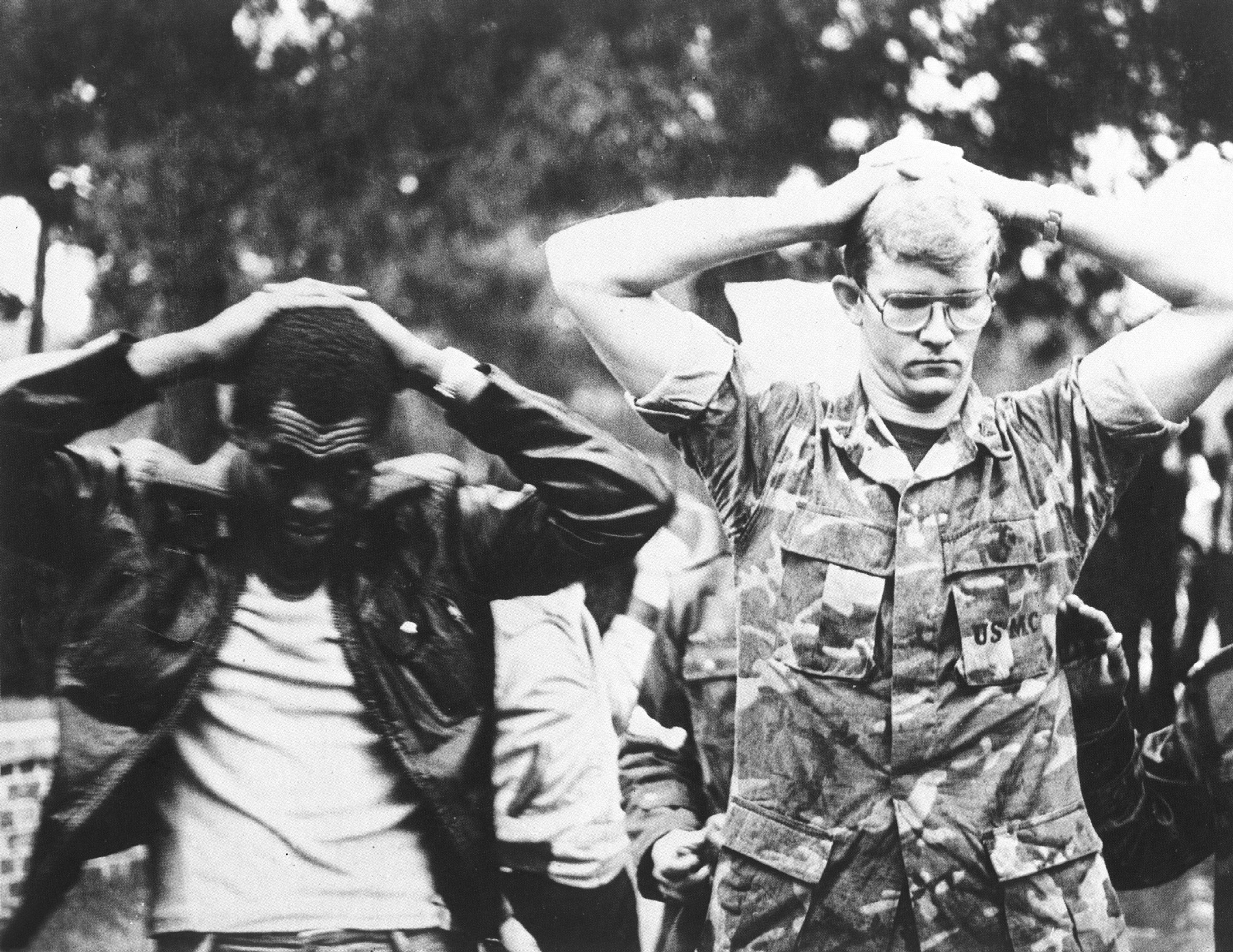
4 novembre : crise des otages américains en Iran.

- 4 novembre : crise iranienne des otages[102]. Quand Jimmy Carter accepte que le shah se fasse soigner à New York, des extrémistes iraniens contrôlés par le nouveau pouvoir occupent l’ambassade américaine de Téhéran et détiennent 66 otages pendant quinze mois (fin le 20 janvier 1981).
- 2 décembre : la Constitution est adoptée par référendum[101].
- 5-6 décembre : insurrection à Tabriz[102].

### Europe
- 1er janvier : entrée en souveraineté du canton du Jura dans la Confédération suisse[105].
- 3 janvier, Royaume-Uni : début d’une grève non officielle des camionneurs du TGWU qui paralyse le pays dans le contexte de l’« Hiver du Mécontentement », sous le ministère travailliste Callaghan[106]. Les grèves exaspèrent la population (29,5 millions de journées de travail perdues pour cause de grève).
- 8 janvier : le pétrolier français Bételgeuse armé par Total explose au terminal de Whiddy Island à Bantry Bay en Irlande, causant la mort des 42 membres d’équipage ainsi que de 7 membres du personnel du terminal pétrolier. 40 000 tonnes de pétrole brut se déversent[107].
- 1er mars : élections législatives en Espagne. L’UCD obtient 35 % des suffrages[108] (elle doit gouverner avec l’Alianza Popular). Adolfo Suárez forme le gouvernement le 5 avril[109].
- 4 mars : élections législatives soviétiques[110].
- 13 mars : dans la CEE, entrée en vigueur du SME (Système Monétaire Européen) et de l’Ecu, monnaie de compte[111].
- 28 mars : le gouvernement britannique de Callaghan tombe pour n’avoir pas réussi à faire voter par les référendums du 1er mars la dévolution de l’autonomie à l’Écosse et au pays de Galles[41].
- 2 avril : directive oiseaux, mesure prise par la CEE afin de promouvoir la protection et la gestion des populations d’oiseaux sauvages[112].
- 3 avril : gouvernement de Wilfried Martens en Belgique[113].

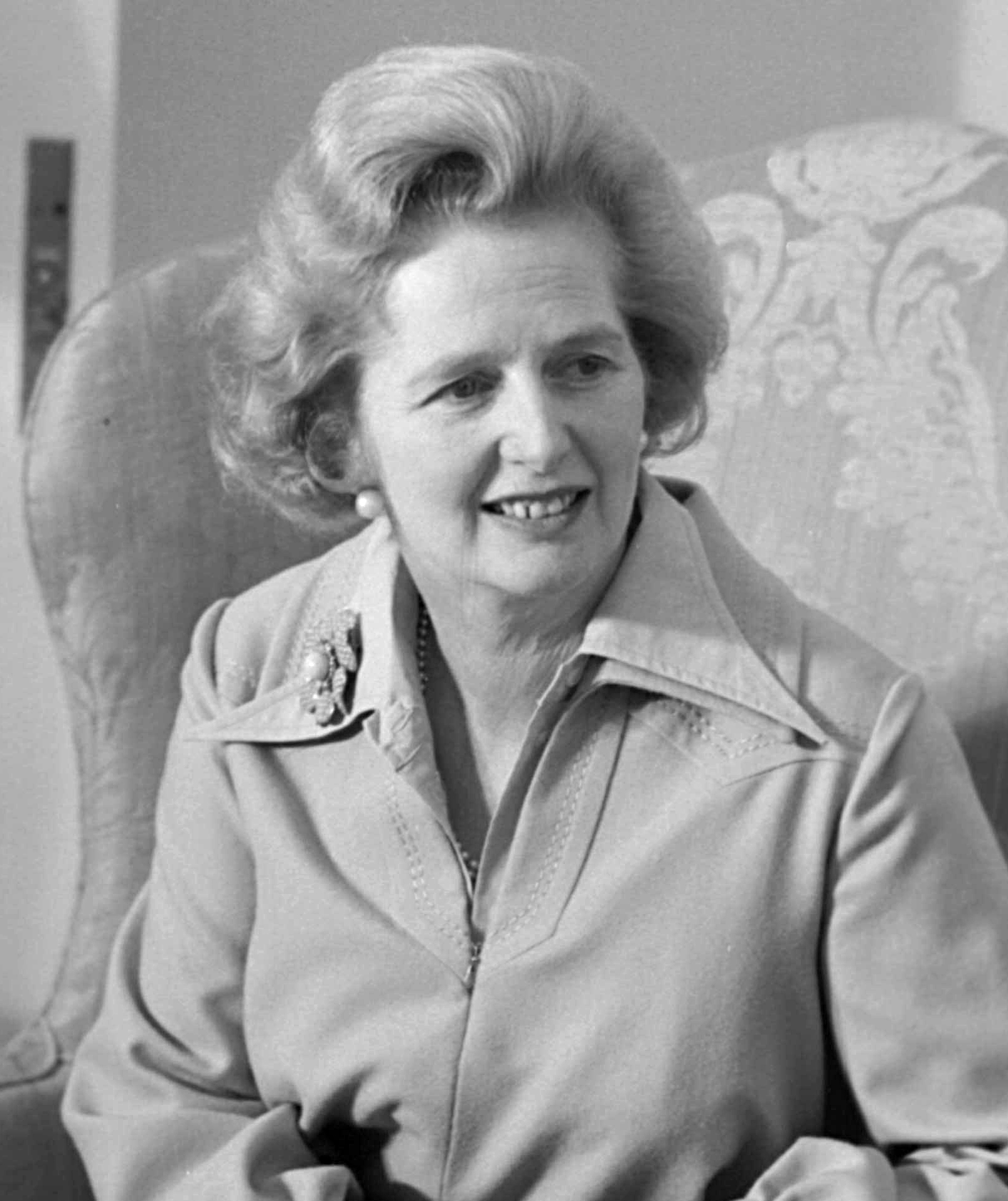
4 mai : Margaret Thatcher, Premier ministre du Royaume-Uni.

- 3 mai : les élections ramènent les conservateurs au pouvoir au Royaume-Uni. À la suite de sa défaite, le parti travailliste effectue un virage à gauche avec l’élection à sa tête de Michael Foot (1980), qui préconise la planification de l’économie, davantage de nationalisations, l’augmentation des impôts, le retrait de l’Europe et l’abandon immédiat de tout armement nucléaire[114]. La fraction modérée (Jenkins, Williams, Rodgers, Owen) fait sécession pour fonder le parti social-démocrate (SDP) qui négocie une alliance avec les libéraux de David Steel en vue des élections de 1983[115].
- 4 mai : Margaret Thatcher, du parti conservateur, qui ne cache pas son intention de mener de profondes réformes économiques et de « casser » les syndicats, devient Premier ministre du Royaume-Uni. Elle est la première femme à occuper ce poste (jusqu’au 28 novembre 1990)[116].
- 17 - 20 mai : réforme du Parti socialiste ouvrier espagnol lors de son XXVIIIe congrès à Madrid (Felipe González abandonne son poste jusqu’au congrès extraordinaire des 28-29 septembre). Toute référence au marxisme-léninisme est exclue de la charte socialiste[117]. Le parti va conquérir presque toutes les mairies entre 1979 et 1982.
- 28 mai : traité d’Athènes concernant l’adhésion de la Grèce à la Communauté économique européenne ; ratifié par le Parlement grec le 28 juin, il entre en vigueur le 1er janvier 1981[118].

- 2 juin : premier voyage du pape Jean-Paul II en Pologne[41].
- 7 juin, Portugal : démission du gouvernement de Carlos Mota Pinto et dissolution du parlement. Le 1er août Maria de Lourdes Pintasilgo forme un Gouvernement de transition[119]. Victoire de la droite modérée aux élections législatives de décembre.
- 7 - 10 juin (CEE) : premières élections au parlement européen au suffrage universel dans les neuf pays membres de la CEE. Les chrétiens-démocrates et les sociaux-démocrates dominent, mais doivent passer des compromis. Simone Veil est élue président de l’Assemblée[120].
- 8 juin : abolition de la peine de mort en Norvège[121].

- 27 août : attentat de l’IRA provisoire qui coûte la vie à Lord Mountbatten[122].

- 16 septembre : une coalition de centre-droit remporte les élections législatives en Suède[123].
- 10 octobre : la presse révèle l'affaire des diamants impliquant Valéry Giscard d'Estaing et Jean-Bedel Bokassa.

- 22-23 octobre : procès de six membres de la Charte 77 et du VONS en République socialiste tchécoslovaque. Condamnation et emprisonnement des intellectuels dirigeant le mouvement d’opposition au régime (l’écrivain Václav Havel, le journaliste et dramaturge Jiří Dienstbier, le journaliste Petr Uhl et le mathématicien et philosophe Václav Benda)[124]. Un groupe dissident, le Comité pour la défense des personnes injustement persécutées (VONS), continue à communiquer à l’Occident des informations sur les conditions de vie en Tchécoslovaquie.
- 23 octobre : élections législatives danoises[125].
- 25 octobre : la Catalogne et le Pays basque acceptent par référendum le statut d’autonomie. Le statut du Pays basque est promulgué par la loi organique du 18 décembre, celui de la Catalogne par celle du 19 décembre[126].

- 30 novembre : « I want my money back », déclare Margaret Thatcher lors du sommet des chefs d’État européens réunis à Dublin ; elle ouvre la négociation sur la contribution financière du Royaume-Uni au budget de la CEE qu’elle considère comme trop importante par rapport aux avantages tirés par l’agriculture britannique (2 % du PIB)[127].

- 2 décembre : l’Alliance démocratique remporte les élections législatives intercalaires portugaises[128].
- 2-3 décembre : élections législatives islandaises[129].
- 12 décembre, « crise des euromissiles » : l’OTAN décide le déploiement des Cruise et des Pershing II en Europe de l’Ouest en 1983 si l’URSS laisse les SS-20[130].

## Décès en 1979

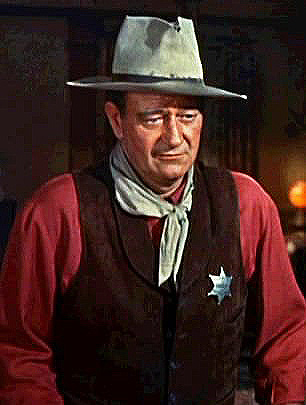
John Wayne.

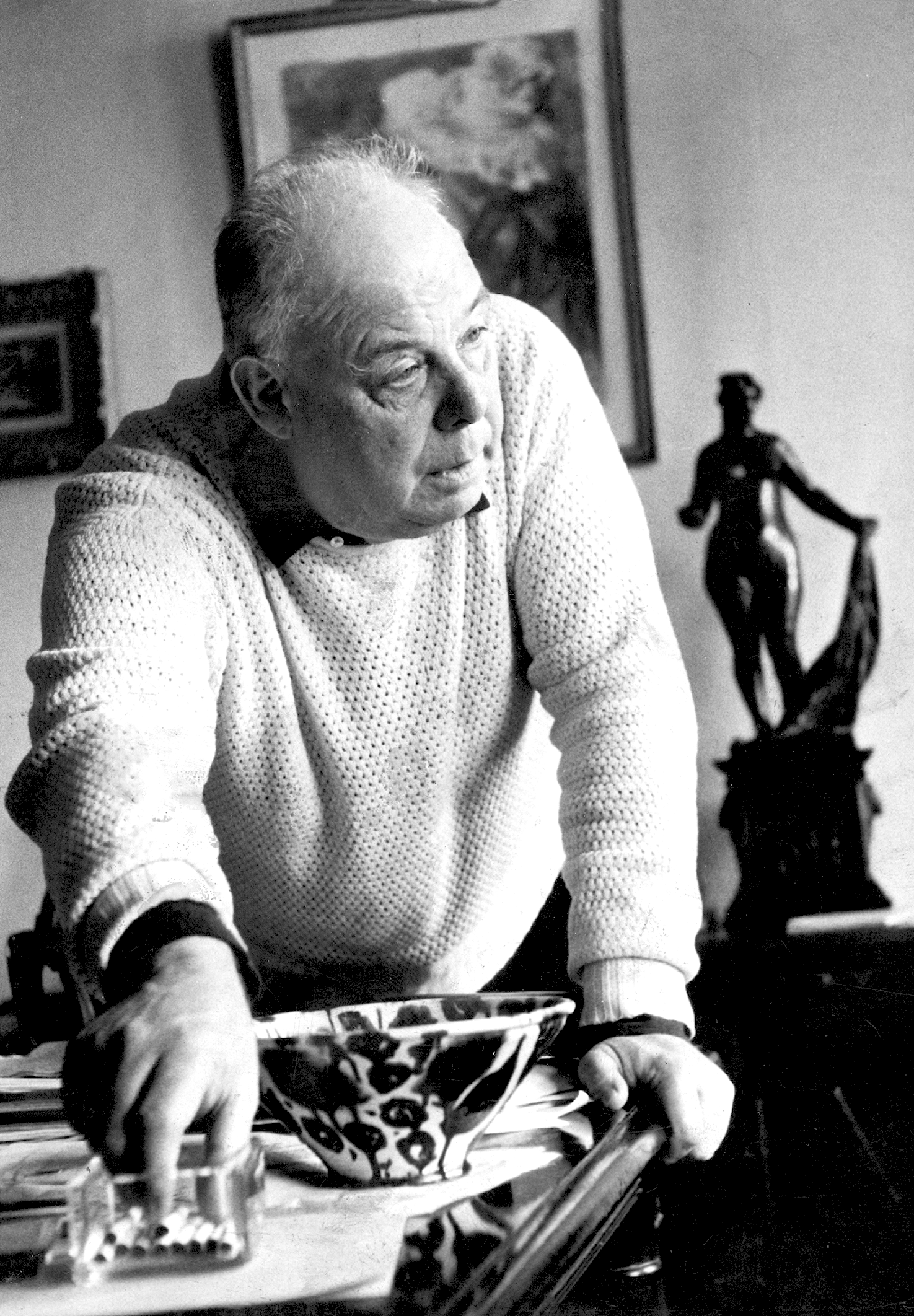
Jean Renoir

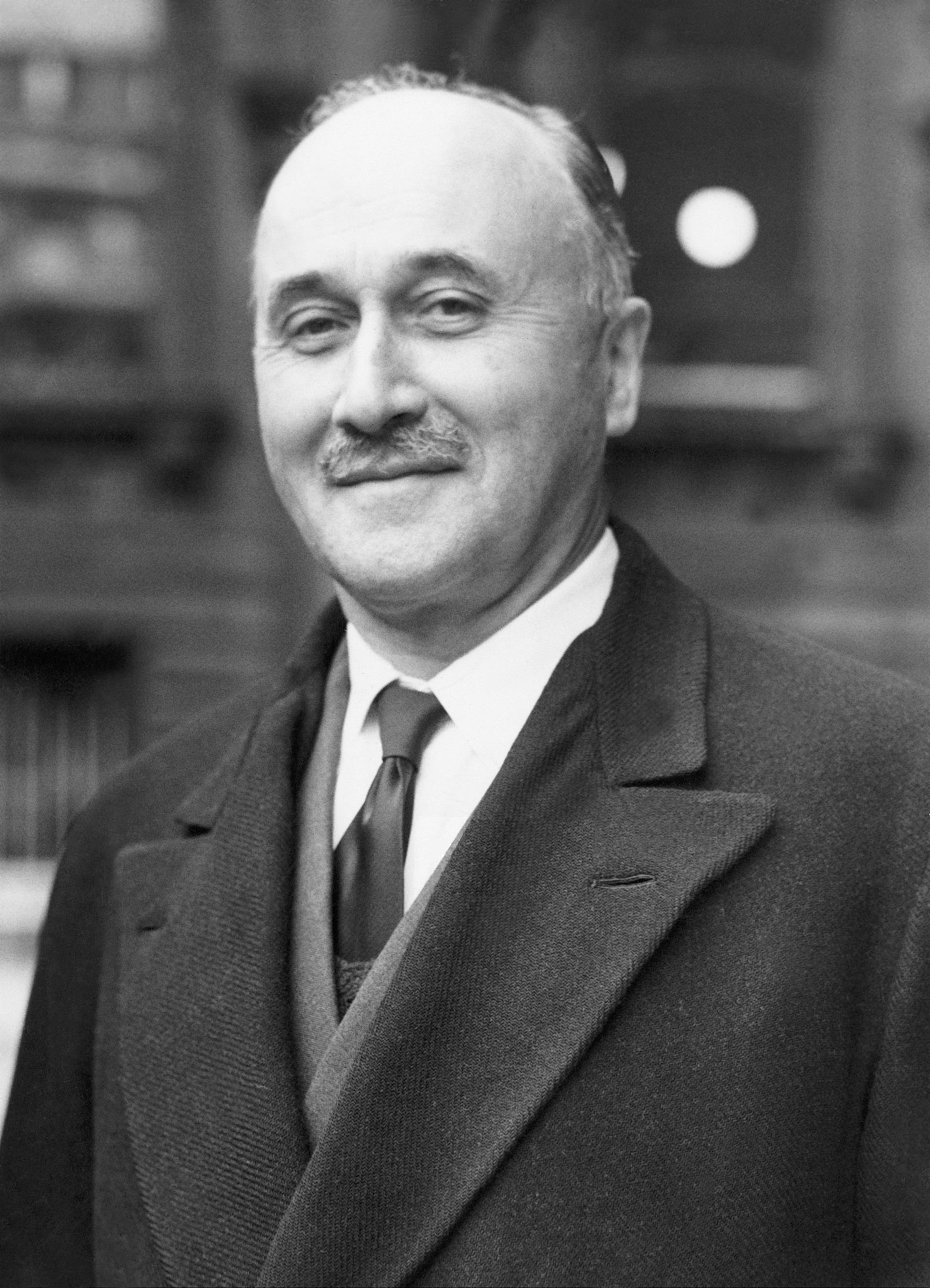
Jean Monnet

Personnalités majeures décédées en 1979
- 9 janvier : Pier Luigi Nervi (ingénieur et architecte italien)
- 19 janvier : Paul Meurisse (acteur français)
- 12 février : Jean Renoir (cinéaste français)
- 15 mars : Léonide Massine (danseur et chorégraphe russe)
- 16 mars : Jean Monnet (administrateur et homme politique français)
- 7 avril : Marcel Jouhandeau (écrivain français)
- 29 mai : Mary Pickford (actrice américaine)
- 11 juin : John Wayne (acteur américain)
- 16 juin : Nicholas Ray (cinéaste américain)
- 23 juillet : Joseph Kessel (écrivain et journaliste français)
- 29 juillet : Herbert Marcuse (philosophe américain d’origine allemande)
- 27 août : Louis Mountbatten (amiral britannique)
- 30 octobre : Robert Boulin (homme politique français)
- 26 novembre : Marcel L’Herbier (cinéaste français)